# Zlata Tkač
Zlata Moisejevna Tkač (rođena kao Zlote Beyrihman, moldavski: Злотэ Бейрихман, jidiš: זלאַטע טקאַטש, rumunjski: Zlata Tcaci, 16. svibnja 1928. – 1. siječnja 2006.) bila je moldavska skladateljica i glazbena pedagogica židovskoga porijekla. Bila je prva žena koja je postala profesionalna skladateljica u Moldaviji.
Zlota Beyrihman rođena je u besarabskom selu Lozovo u obitelji Moiseja Beyrihmana i njegove supruge Freide Mendelevne Koifman. Kada je još bila dijete, obitelj se preselila u Kišinjev, gdje je pohađala rumunjsku osnovnu školu za djevojke i učila svirati violinu kod svoga oca.
Tijekom Drugog svjetskog rata, emigrarala je sa svojom majkom u središnju Aziju, ali je odvojena od nje u tranzitu i završila je u gradu Namanganu u Uzbekistanu, gdje je dobila tifus. Godine 1943., nakon oslobođenja grada, ponovno se sastala s obitelji i vratila se u Kišinjev.
Studirala je fiziku i matematiku na Sveučilištu Kišinjev, a zatim diplomirala na Konzervatoriju u Kišinjevu, gdje je diplomirala 1952. Studirala je kompoziciju s Leonidom Gurovom (1910. – 1993.), a violinu s I.L. Daylisom. Od 1952. do 1962. predaje na glazbenoj školi u Kišinjevu. Godine 1957. nastavila je studij na Konzervatoriju, a nakon diplomiranja 1962. godine postala je učiteljica i nastavila raditi na Konzervatoriju do kraja svoga života. Godine 1986. postaje izvanredna profesorica, a 1993. godine redovita profesorica.
Skladala je oko 800 djela, uključujući sonate, gudačke kvartete, vokalnu glazbu, zborske i instrumentalne radove, kantate, operu, balet, instrumentalne minijature, dječje pjesme te glazbu za dramu, kino i kazalište. Napisala je uspješnu dječju operu "Koza s troje djece".
Zlata Tkač počašćena je kao prva žena koja je postala profesionalna skladateljica u Moldaviji. Dobila je nagrada kao ugledna umjetnica Moldavije (1974.), dobitnica Državne nagrade Moldavije (1982) i Medalje rada.
Udala se za moldavskoga muzikologa Efima Markoviča Tkača (1926. – 2003.), koji je bio autor i urednik knjiga na ruskom i moldavskom. Umrla je 2006. godine u Kišinjevu.